# 不凡帝范梅勒
不凡帝范梅勒（荷蘭語：Perfetti Van Melle Group B.V.）是一家跨国食品公司。

## 历史
2001年3月由意大利的不凡帝公司收购荷兰的范梅勒公司而成不凡帝范梅勒集团。是全球第三大糖果生产商，主要竞争对手是亿滋国际和玛氏食品。2006年收购西班牙珍宝珠公司。

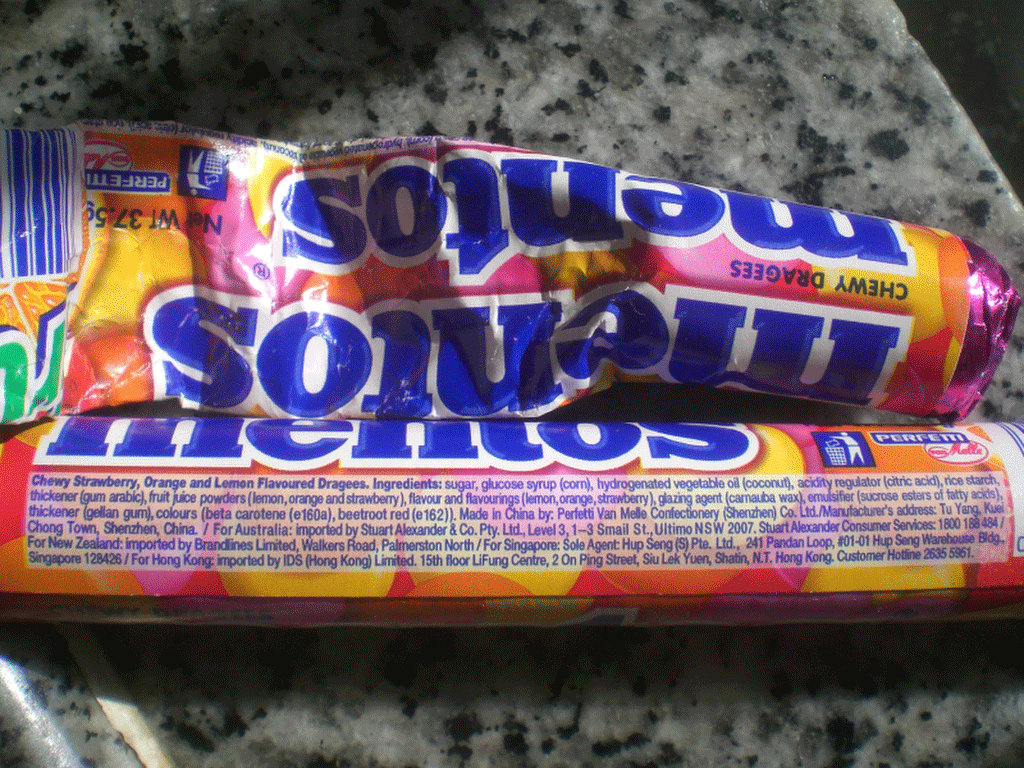
中国深圳市工厂生产的万乐珠

## 旗下產品
- AirHeads（英语：AirHeads）
- Alpenliebe（阿爾卑斯）
- Big Babol（比巴卜）
- Brooklyn
- Chocoliebe
- Centre Fresh
- Centre Shock
- Chlormint（英语：Chlormint）
- 珍寶珠 [4]
- Filly Folly
- Frisk（英语：Frisk (confectionery)）
- Fruittella（英语：Fruittella）
- Golia
- Happydent
- Klene（英语：Klene）
- Marbels
- Meller
- Smint（英语：Smint）
- Vigorsol
- Vivident
- Aprilla